# Окила
Окила е река, която извира близо до Томасвил, Джорджия, САЩ, преминава през региона Биг-Бенд във Флорида и се влива в Мексиканския залив при залива Апалачи. Реката е 89 mi (143 km) дъга и има водосборен басейн от 747 sq mi (1 930 km2). Река Уакиса е най-важен приток. Във Флорида река Окила образува източната граница на окръг Джеферсън, отделяща го от окръг Медисън в северната част, и от окръг Тейлър на юг. Долната част на реката изчезва под земята и се появява на няколко пъти Явлението се нарича Окила Ривър Синкс. Река Окила е богат източник на животински кости и човешки артефакти от късния Плейстоцен и от началото Холоцена и е предмет на праисторическа Окила, който включва праисторическото място Пейдж – Лейдсън. По време на първия испански период във Флорида река Окила е граница между племената апалачи и тимукоаговорещите юстага (или узачиле).